# Billingshurst
Billingshurst – wieś w Anglii, w hrabstwie West Sussex, w dystrykcie Horsham. Leży 31 km na północny wschód od miasta Chichester i 59 km na południowy zachód od Londynu. W 2001 miejscowość liczyła 6531 mieszkańców.